# Perrial Jean Nyodog
Perrial Jean Nyodog est un chef d'entreprise présent dans la distribution de gaz et d'hydrocarbures. Il dirige Tradex de 1999 à 2019 et préside Gulfcam depuis 2021.

## Biographie

### Enfance, formations et débuts
Originaire de Pouma, Perrial Jean Nyodog est ingénieur électromécanicien diplômé de l’École nationale supérieure polytechnique de Yaoundé.

### Carrière
Au début des années 1980, Perrial Jean Nyodog devient le premier directeur général de HYDRAC (Hydrocarbures-Analyses-Contrôles), une filiale de la SNH.
En 1999, il est désigné directeur général de la société Tradex spécialisée dans le commerce et la distribution de produits pétroliers. Présente dans plusieurs pays d'Afrique centrale (Cameroun, Tchad, RCA et Guinée équatoriale), la société Tradex avec un chiffre d’affaires de 489,6 millions de dollars est placée au septième rang des meilleures entreprises d’Afrique centrale dans le classement 2017 de Jeune Afrique.
En 2019, il est remplacé à son poste de directeur de Tradex. Il rejoint ensuite Gulfcam dont il prend la tête du groupe en novembre 2021.

### Vie personnelle et engagements
Amateur de tennis, il est champion vétéran de plusieurs tournois de tennis organisés par des associations locales.
Sur le plan social, Jean Perrial Nyodog, par ailleurs président de l'Association pour le développement de Pouma offre le 23 octobre 2004 un don de tables-bancs, d'ordinateurs, de tableaux noirs, de livres, de cahiers, de tissus et d'autres matériels didactiques d'une valeur de 10 millions de Francs Cfa à 25 établissements publics et privés de l'arrondissement de Pouma.